# Schlacht bei Pteria
Persische Revolte

Hybra – Persische Grenze
Invasion von Anatolien

Pteria – Thymbra – Sardes
Invasion von Babylonien

Opis – Babylon
Die Schlacht bei Pteria – eine militärische Auseinandersetzung zwischen dem Perserkönig Kyros II. und dem Lyderkönig Krösus – wird nach neuen Forschungen frühestens auf das Jahr 541 v. Chr. datiert. Sie fand bei dem modernen türkischen Kerkenes statt.

## Schlachtverlauf
Bisherige Annahmen, dass die Schlacht 547 v. Chr. stattgefunden habe, erfolgten auf Grundlage der Lesung eines Fragments der Nabonid-Chronik durch Sydney Smith im Jahr 1924 als Lu-u-[d-di] und dessen Identifizierung mit Lydien. Neue Untersuchungen in den Jahren 1996 bis 2004 ergaben als Rekonstruktion des beschädigten Fragments KURU-[raš-tu il-li]k, wobei  Uraštu die keilschriftliche Schreibung von Urartu darstellt.
Nach der Befragung des Orakels von Delphi ordnete Krösus die Mobilmachung seines Heeres an,
fiel im persischen  Kappadokien ein und eroberte dessen Hauptstadt Pteria sowie weitere Ortschaften. Dann erwartete er östlich des Halys an der medischen Grenze das Heer des Kyros II. (541 v. Chr.).
Der Kampf zwischen den beiden Königen war auf beiden Seiten sehr verlustreich, brachte aber keine Entscheidung und wurde bei Einbruch der Nacht beendet.
Am nächsten Tag stellte sich Kyros II. nicht mehr zum Kampf, Krösus zog daraufhin heimwärts nach Sardes, doch der Perserkönig folgte ihm und unterwarf sehr rasch das Lyderreich.
Nach dem griechischen Historiker Herodot hatte Krösus den Krieg begonnen, weil ihm das Orakel von Delphi prophezeit hatte, dass er durch seinen Angriff ein großes Reich zerstören würde. Damit sollte das Orakel recht haben, aber anders, als es sich Krösus vorgestellt hatte, denn er zerstörte sein eigenes Reich.